# DXCテクノロジー
DXCテクノロジー (DXC Technology) はアメリカ合衆国のIT系の多国籍企業である。本社はバージニア州タイソンズ・コーナーに所在する。DXCは企業向けにITサービスおよびコンサルティングやアウトソーシングなどのビジネスサービスを提供する。世界70カ国以上でビジネスを展開している。
ニューヨーク証券取引所のシンボルは“DXC”で、S&P 500指数の構成銘柄でもある。 

## 歴史
DXCは2017年4月3日にコンピュータ・サイエンシズ・コーポレーション (CSC) とヒューレット・パッカード・エンタープライズ・サービシズ（HPEのITサービス部門）が経営統合し設立された。
2017年、政府（パブリックセクター）部門を新会社en:Perspecta Inc.としてスピンオフさせた。

### 買収

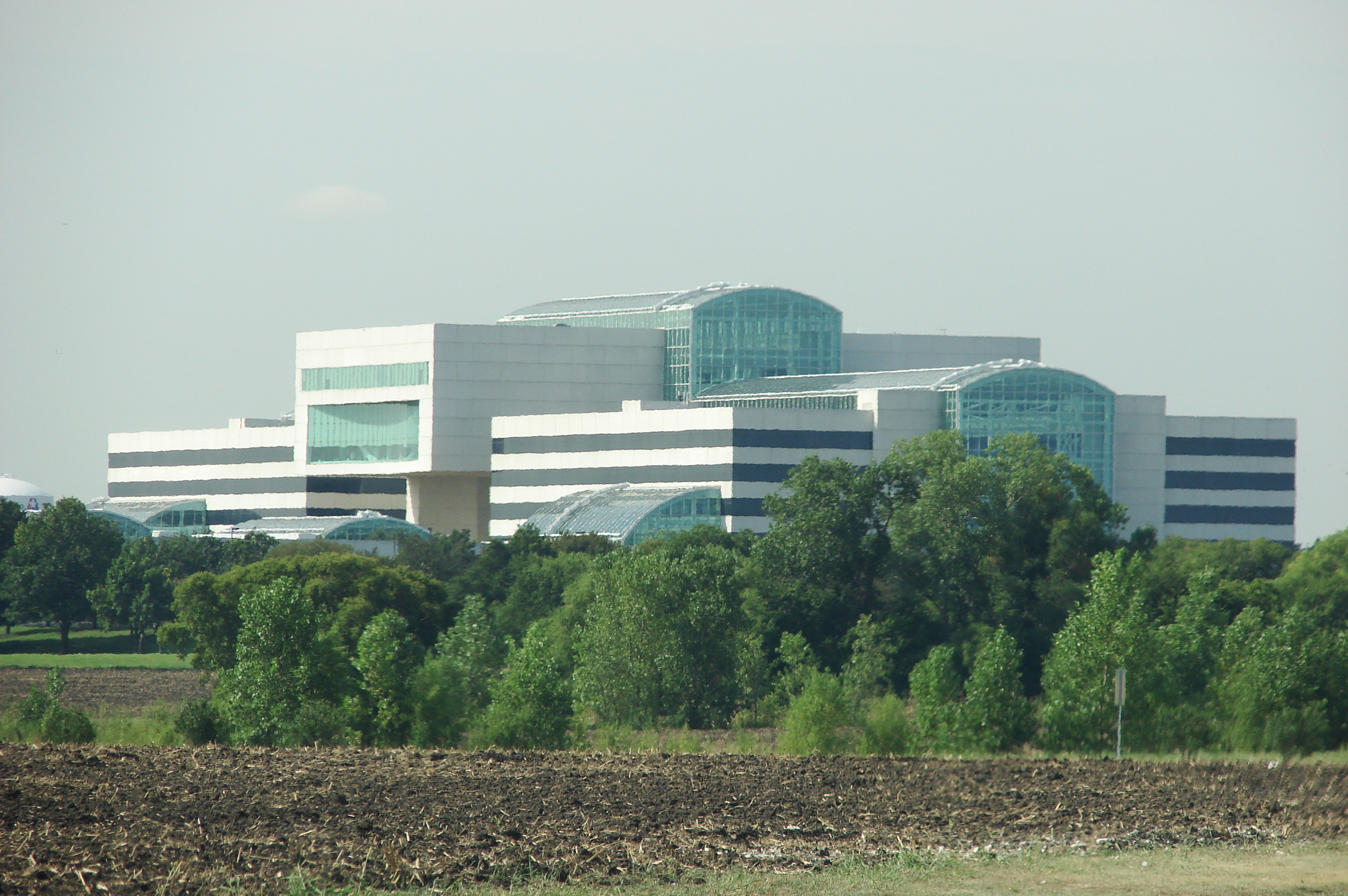
テキサス州プレイノのDXCキャンパス（かつてのヒューレット・パッカード・エンタープライズ・サービスの本拠地）

2017年7月、エンタープライズソフトウェア会社Tribridgeとその系列会社Concerto Cloud Servicesを$152ミリオンで買収。
2018年、Molina Medicaid Solutions (en:Molina Healthcareの一部)、Argodesign、そしてBusinessNowとTESMを買収。
2019年6月、en:Luxoftを買収。

## スポンサー
- ペンスキー・レーシング - 公式スポンサー[9]
- ラグビーユニオンのブランビーズ - 協賛企業[10]